# José Carlos Melo
Dom José Carlos Melo CM (Codó, 4 de junho de 1930 - Maceió, 30 de maio de 2017) foi um arcebispo brasileiro da Igreja Católica Romana.
Filho de José  Maria Carmelita de Mello e Angela da Cunha Melo. Professou na Congregação da Missão (Padres Lazaristas), em 25 de março de 1950, em Petrópolis.
Foi ordenado sacerdote a 31 de julho de 1955, em Petrópolis. Em 10 de julho de 1991, foi nomeado Bispo Auxiliar do Cardeal Dom Lucas Moreira Neves , Arcebispo de Salvador, Bahia. Em 2 de junho de 1999, foi nomeado Arcebispo auxiliar de Salvador. Em 31 de maio de 2000, tomou posse como Arcebispo coadjutor, em solenidade, na Catedral Metropolitana.
Em 3 de setembro de 2002, com a renúncia de Dom Edvaldo Gonçalves Amaral , SDB, assumiu, efetivamente, o governo da Arquidiocese de Maceió. Em 29 de junho de 2003, recebeu o Pálio de Arcebispo, na Basílica de São Pedro juntamente com 37 arcebispos do mundo inteiro. Era o responsável pelos Presbíteros no Regional NE/2 da CNBB.
Deixou a Arquidiocese em 4 de fevereiro de 2007 para a posse de Dom Antônio Muniz Fernandes. Morreu em 30 de maio de 2017 após idade avançada, e pelo agravamento do estado de saúde.